# 129° westerlengte
De  129° westerlengte op de Meridiaan van Greenwich is een lengtegraad, onderdeel van geografische positieaanduiding in bolcoördinaten. De lijn loopt vanaf de Noordpool naar de Noordelijke IJszee, Noord-Amerika, de Grote Oceaan, de Zuidelijke Oceaan en Antarctica naar de Zuidpool.
De 129° westerlengte vormt een grootcirkel met de 51° oosterlengte. De meridiaanlijn begint bij de Noordpool en eindigt bij de Zuidpool. De 129° westerlengte gaat door de volgende landen, gebieden of zeeën. 
| Land, gebied of zee | Nauwkeurigere gegevens                                                                                         |
| ------------------- | --- |
| Noordelijke IJszee  | |
| Beaufortzee         | |
| Canada              | Northwest Territories, Yukon, British Columbia - Maitland, Hawkesbury, Gribbell, Princess Royal en Aristazabal |
| Grote Oceaan        | |
| Zuidelijke Oceaan   | |
| Antarctica          | Niet-toegeëigend gebied in Antarctica                                                                          |